# Bokwang Phoenix Park
Bokwang Phoenix Park (보광 휘닉스 파크) är en vintersportort belägen i Bongpyeong-myeon i Pyeongchang, Sydkorea. Anläggningen stod klar 1995 och användes för tävlingar i freestyle och snowboard under olympiska vinterspelen 2018. Den renoverades mellan mars 2015 och december 2017.